# Шамуратов Абдулла Хусоїмович
Абдулла Хусоїмович Шамуратов (1903, місто Ташкент, тепер Узбекистан — ?) —  радянський узбецький діяч, 1-й секретар Самаркандського обласного комітету КП(б) Узбекистану, заступник голови Ради народних комісарів Узбецької РСР. Депутат Верховної ради Узбецької РСР 2-го скликання.

## Життєпис
Народився в родині робітника-муляра.
У березні 1917 — червні 1918 року — робітник приватного фруктового саду в Ташкенті. У червні 1918 — січні 1922 року — муляр кінного заводу в Ташкенті. З березня 1922 по травень 1924 року — робітник приватного фруктового саду в Ташкенті. У травні 1924 — квітні 1925 року — кондуктор, водій трамваю в Ташкенті.
У квітні 1925 — жовтні 1926 року — завідувач господарства школи-семирічки при окружному відділі народної освіти в селі Той-Тюбе Ташкентського округу.
У жовтні 1926 — квітні 1929 року — слухач трирічних курсів школи бавовництва при тресті «Узбекбавовна» в Ташкенті.
Член ВКП(б) з січня 1929 року.
З квітня по вересень 1929 року — заступник голови правління бавовницького товариства в Беговатському районі Ташкентського округу.
У вересні 1929 — лютому 1930 року — завідувач бавовницького пункту в Янгі-Юльському районі Ташкентського округу.
З лютого 1930 по травень 1931 року — заступник завідувача організаційного відділу Янгі-Юльської районної колгоспспілки Ташкентського округу.
З травня по листопад 1931 року — заступник завідувача сектору економіки праці 9-го Державного будівельного тресту в Ташкенті.
У листопаді 1931 — травні 1936 року — студент Середньоазійської промислової академії імені Сталіна в Ташкенті, інженер-організатор промислового будівництва.
У травні 1936 — листопаді 1937 року — начальник будівництва бавовняного заводу в Гіждуванському районі Узбецької РСР.
У листопаді 1937 — вересні 1938 року — 1-й секретар Гіждуванського районного комітету КП(б) Узбекистану.
У вересні 1938 — лютому 1939 року — завідувач промислово-транспортного відділу ЦК КП(б) Узбекистану.
У лютому — вересні 1939 року — 2-й секретар Самаркандського обласного комітету КП(б) Узбекистану.
У вересні 1939 — жовтні 1940 року — 1-й секретар Самаркандського обласного і міського комітетів КП(б) Узбекистану.
У листопаді 1940 — листопаді 1941 року — 1-й секретар Андижанського районного комітету КП(б) Узбекистану.
У листопаді 1941 — червні 1942 року — голова Узбецької ради промислової кооперації.
У червні 1942 — лютому 1943 року — 1-й секретар Ташкентського сільського районного комітету КП(б) Узбекистану Ташкентської області.
У лютому 1943 — серпні 1944 року — заступник голови Ради народних комісарів Узбецької РСР.
У серпні 1944 — липні 1951 року — народний комісар (з 1946 року міністр) комунального господарства Узбецької РСР.
У 1950 році закінчив вечірній університет марксизму-ленінізму в Ташкенті.
З серпня 1951 року — заступник керуючого справами ЦК КП Узбекистану.
З серпня 1965 року — персональний пенсіонер союзного значення в місті Ташкенті.

## Нагороди
- два ордени Трудового Червоного Прапора
- медалі